# Gullabo landskommun
Gullabo landskommun var en tidigare kommun i Kalmar län.

## Administrativ historik
Den 1 januari 1863 började kommunalförordningarna gälla och då inrättades cirka 2 500 kommuner (städer, köpingar och landskommuner), tillsammans täckande hela landets yta.
Denna kommun bildades däremot inte förrän 1871, genom att ett område bröts ut ur Torsås landskommun. Gullabo församling inrättades samtidigt. Vid kommunreformen 1952 skedde återföreningen genom att Gullabo åter gick upp i Torsås.

## Politik

### Mandatfördelning i valen 1938-1946
| 7 | 11 | 4 | 3 |

| 25 |

| 6 | 8 | 8 | 3 |

| 25 |

| 6 | 7 | 8 | 4 |

| 24 |